# Ravansar
Ravansar (روانسر) es una pequeña y antigua ciudad  en el noroeste de la provincia de Kermanshah, al oeste de Irán. La evidencia más temprana de ocupación humana en el área es del Paleolítico medio, como indican los elementos de piedra que se han encontrado en las cuevas prehistóricas de Kuliyan y de Jawri.  En esta zona de Kermanshah la gente habla el dialecto Sorani del kurdo.
- Datos: Q889039